# سنت-اندین، کبک
سنت-اندین (به فرانسوی: Sainte-Hénédine) قصبه‌ای در منطقه شهری لا نوول-بوس ناحیه شودییر-آپالاش در استان کبک کانادا است. در سرشماری سال ۲۰۱۱ این قصبه ۱٬۱۹۸ نفر جمعیت داشته‌است و مساحت آن ۵۳٫۰۶ کیلومتر مربع است.